# Nelli Nailjewna Schiganschina

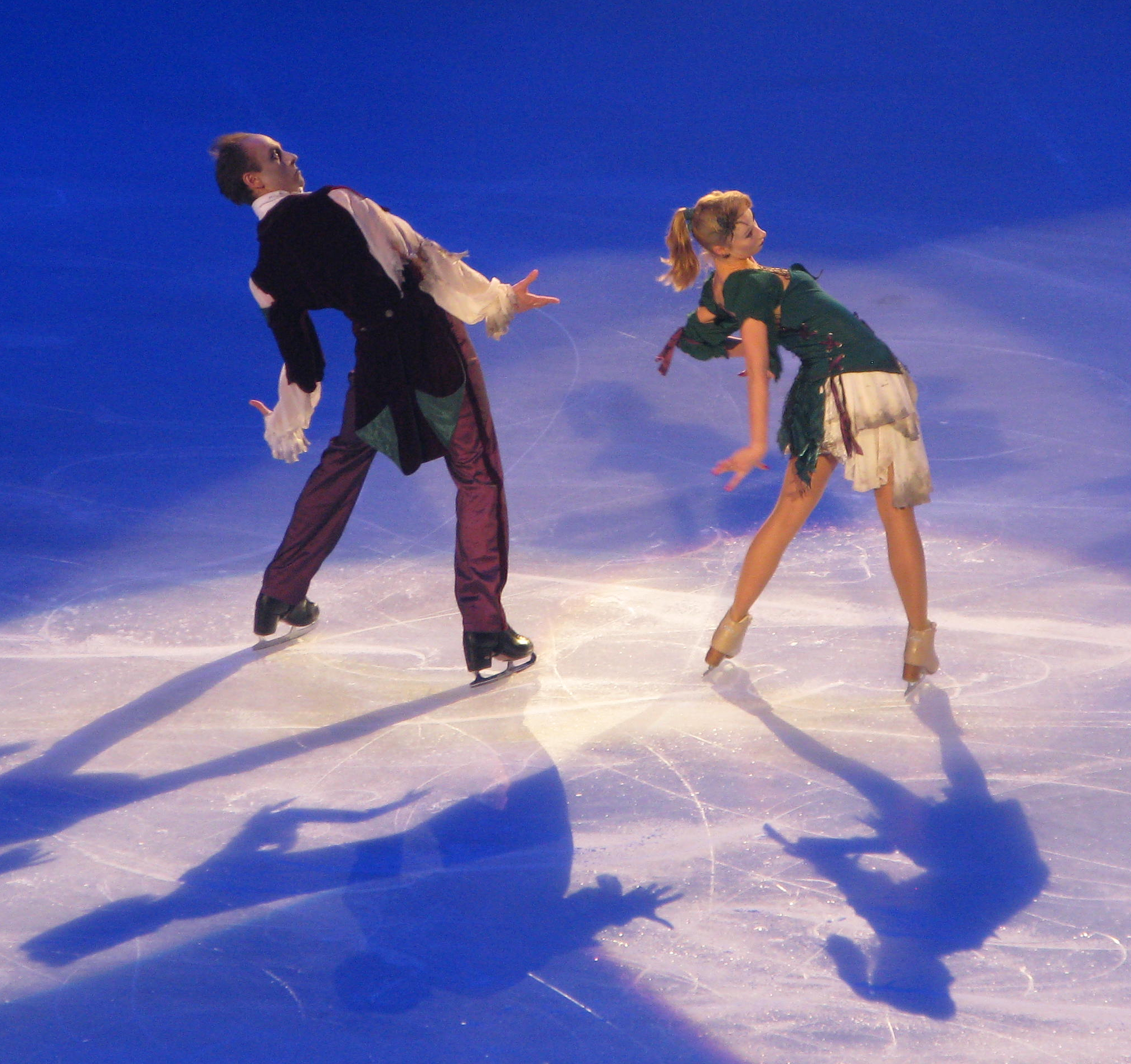
Zhiganshina/Gazsi bei Bompard 2013.

Nelli Nailjewna Schiganschina (russisch Нелли Наильевна Жиганшина), (engl. Transliteration Nelli Zhiganshina, manchmal auch Nailja Schiganschina; * 31. März 1987 in Moskau) ist eine deutsche ehemalige Eiskunstläuferin, die im Eistanz startete.
Bis 2004 startete sie mit Denis Basdyrew für Russland. Ihr jüngerer Bruder Ruslan Schiganschin war ebenfalls Eistänzer und bildete mit Jelena Iljinych ein auch international für Russland erfolgreiches Paar.
Ab 2005 lief sie zusammen mit Alexander Gazsi. Das Paar trainierte bei Jelena Kustarowa in Moskau und in Chemnitz. Sie wurden 2007 Deutscher Meister im Eistanz. Sie startete für die USG Chemnitz.
2009 wechselte das Paar an den Bundesstützpunkt Oberstdorf. Ihre Trainer waren dort Rostislaw Sinizyn und Martin Skotnický. Nelli Schiganschina startete nun für den EC Oberstdorf. Von 2010 bis 2015 konnte das Paar noch weitere fünf Deutsche Meistertitel seiner Bilanz hinzufügen.
Bei den Olympischen Winterspielen 2014 kamen Schiganschina/Gazsi auf Platz 11. Weiterhin erreichten sie fünfmal die Top-10-Ränge bei Europameisterschaften.
Nach den Weltmeisterschaften, zu der Schiganschina und Gazsi krankheitsbedingt nicht antreten konnten, beendete Alexander Gazsi seine aktive Karriere. Nelli Schiganschina versuchte zunächst, einen neuen Partner zu finden, erklärte aber 2016 ebenfalls ihr Karriereende.
Gegenwärtig (2020) arbeitet sie als Trainerin am Bundesstützpunkt Oberstdorf.

## Erfolge/Ergebnisse
| Wettbewerb/Wintersaison  | 05–06 | 06–07 | 07–08 | 08–09 | 09–10 | 10–11 | 11–12 | 12–13 | 13–14 | 14–15 |
| ------------------------ | ----- | ----- | ----- | ----- | ----- | ----- | ----- | ----- | ----- | ----- |
| Olympische Winterspiele  | —     | —     | —     | —     | —     | —     | —     | —     | 11.   | —     |
| Weltmeisterschaften      | —     | 18.   | 20.   | —     | —     | 11.   | 11.   | 10.   | 11.   | Z     |
| Europameisterschaften    | —     | 16.   | —     | —     | —     | 7.    | 8.    | 6.    | 7.    | 7.    |
| Deutsche Meisterschaften | 3.    | 1.    | 2.    | 2.    | 3.    | 1.    | 1.    | 1.    | 1.    | 1.    |
| Trophée Eric Bompard     | —     | —     | —     | —     | —     | —     | —     | —     | 4.    |       |
| Skate Canada             | —     | —     | 7.    | —     | —     | —     | —     | —     | 6.    |       |
| Cup of Russia            | —     | —     | 8.    | —     | —     | —     | —     | 5.    |       |       |
| Skate America            | —     | —     | —     | —     | —     | —     | 4.    | 5.    |       |       |
| NHK Trophy               | —     | —     | —     | —     | —     | —     | 4.    | —     |       |       |
| Nebelhorn Trophy         | —     | —     | —     | —     | —     | 4.    | 2.    | 3.    |       |       |
| NRW Trophy               | —     | —     | —     | —     | —     | 2.    | —     |       |       |       |
| Ondrej Nepela Memorial   | —     | —     | —     | 1.    | 6.    | 3.    | 1.    |       | 5.    |       |
| Pavel Roman Memorial     | —     | —     | —     | 1.    | 3.    | 1.    | —     |       |       |       |

Z = Zurückgezogen